# Pieces of a Woman
A Pieces of a Woman 2020-ban bemutatott koprodukciós filmdráma, amelyet Mundruczó Kornél rendezett, A főbb szerepekben Vanessa Kirby, Shia LaBeouf, Molly Parker, Sarah Snook, Iliza Shlesinger látható.
Amerikában 2020. december 30-án a mozikban, Kanadában és Magyarországon 2021. január 7-én a Netflixen mutatták be.

## Cselekmény
Martha és Sean, egy fiatal bostoni pár, első gyermeküket várják. Sean neheztel Martha anyjára, Elizabeth-re, a gazdag holokauszt-túlélőre, aki egy kisbuszt vesz nekik.
Martha otthonukban megindul a szülés, és Sean felhívja a bábát, Barbarát, aki nem elérhető, és egy másik bábát, Eva-t küld helyette. Martha hányingerrel és fájdalmakkal küzd a fájások alatt. Eva rájön, hogy a baba szívverése veszélyesen alacsonyra esett. Sean megkérdezi Eva-t, hogy biztonságosan folytathatják-e, és Eva azt mondja Sean-nak, hogy hívjon mentőt. Martha hamarosan megszüli a kislányt, aki elsőre egészségesnek tűnik. Eva ekkor észreveszi, hogy a baba kékül, és megpróbálja újraéleszteni, de a kislány szíve megáll és meghal.
A következő hónapban Martha és Sean találkozik a halottkémmel; Sean alig várja, hogy megtudja, mi történt, Martha viszont vonakodik. Megtudják, hogy a halál okát még nem állapították meg, de közlik velük, hogy meg tudták állapítani, hogy a baba oxigénszegény környezetben volt, és eljárást indítanak Eva ellen. Sean az érzelmektől elborulva távozik, míg Martha marad, és úgy dönt, hogy a baba testét a tudománynak akarja adományozni.
Martha és Sean kapcsolata továbbra is feszült, ahogy Martha kapcsolata is feszült az anyjával, aki el akarja temetni a babát és temetést akar tartani. Martha és Sean egyaránt mélyen depressziósak. Sean visszaadja az autót, amelyet Elizabeth vett nekik. Később lefekszik Martha unokatestvérével, Suzanne-nal, és kokainozik, miután majdnem hét évig józan volt. Suzanne, aki egyben az Eva ellen eljáró ügyvéd is, tájékoztatja őt, hogy egy esetleges per Eva ellen nagyon jövedelmező lehet.
Az otthonában tartott feszült családi összejövetelen Elizabeth elmondja Marthának, hogy részt kell vennie Eva tárgyalásán, és Marthát hibáztatja a gyermeke haláláért, mert az otthonszülés mellett döntött. Elizabeth ezután elmondja Seannak, hogy soha nem kedvelte őt, mielőtt egy nagy összegű csekket ajánl fel neki, hogy távozzon, és soha többé ne térjen vissza. Martha kiteszi Seant a Logan nemzetközi repülőtéren, és ő Seattle-be utazik.
Hónapokkal később Martha tanúskodik Eva tárgyalásán. Tanúvallomása után a bíró megengedi neki, hogy felszólaljon a bíróság előtt, és kijelenti, hogy Eva nem hibás a haláláért, és nem hibáztatja őt. Hazatérve felfedezi, hogy a hűtőszekrényében tárolt almamagok csírázni kezdtek. (A tárgyaláson azt vallotta, hogy észrevette, hogy az újszülött gyermekének almaillata van.) Egy hónappal később Martha a lánya hamvait a folyóba szórja a hídról, amelynek építésében Sean segített. Közben kibékült, sőt kimondatlanul is új köteléket talált az anyjával, aki egyre inkább a demencia jeleit mutatja.
Évekkel később egy kislány felmászik egy almafára, leszed egy almát, és megeszi. Martha a lány nevét, Luciannát kiáltja, majd lesegíti. Mindketten együtt mennek be a házba.

## Szereplők
| Szerep             | Színész           | Magyar hang        |
| ------------------ | ----------------- | ------------------ |
| Martha Weiss       | Vanessa Kirby     | Bánfalvi Eszter    |
| Sean Carson        | Shia LaBeouf      | Nagy Zsolt         |
| Elizabeth Weiss    | Ellen Burstyn     | Hűvösvölgyi Ildikó |
| Eva Woodward       | Molly Parker      | Németh Kriszta     |
| Suzanne Weiss      | Sarah Snook       | Hámori Eszter      |
| Anna "Anita" Weiss | Iliza Shlesinger  | Dobó Enikő         |
| Chris              | Benny Safdie      | Szatory Dávid      |
| Fényképész         | Steven McCarthy   | Seder Gábor        |
| Bíró               | Tyrone Benskin    | Háda János         |
| Max                | Jimmie Fails      |                    |
| Törvényszolga      | Harry Standjofski | Faragó András      |
| Orvosszakértő      | Domenic Di Rosa   | Megyeri János      |

### Magyar változat
- Magyar szöveg: Simon Nóra
- Hangmérnök: Bederna László
- Vágó; Pilipár Éva
- Gyártásvezető: Vigvári Ágnes
- Szinkronrendező: Orosz Ildikó
- Produkciós vezető: Gál Zsuzsanna

A szinkront a Direct Dub Studios készítette el.

## A film készítése
A Pieces of a Woman című film készítését 2019 októberére jelentették be, Mundruczó Kornél rendezésében, Wéber Kata forgatókönyvéből. A film az ő színdarabjukon alapul és Geréb Ágnes magyar bábaasszony perének fiktív vonatkozásait is beépíti. Wéber a film írása közben pszichiáterekkel és más, gyermeküket elvesztett nőkkel konzultált. Mundruczó a darab filmvászonra történő kidolgozása során úgy döntött, hogy Bostonban játszódik, mivel úgy gondolta, hogy a város történelmi ír-katolikus kultúrája jó fordítása az eredeti darab konzervatív lengyel társadalmának. Wéber benyújtotta a forgatókönyvet a Magyar Nemzeti Filmalaphoz, de nem kapott támogatást. Aaron Ryder elolvasta a forgatókönyvet és megmutatta Ashley Levinson és Kevin Turen producereknek. Sam Levinson és Martin Scorsese többek között vezető producerként működött közre a filmben. Scorsese, akinek Howard Shore zeneszerző mutatta meg a filmet a bemutató előtt, a film elkészülte után szállt be a filmbe, remélve, hogy segítheti a forgalmazást, mivel Mundruczó és Wéber ismeretlen filmesek voltak.

### Forgatás
A forgatás 2019. december 3-án kezdődött a Montréalban és 2020. január végéig tartott.